# Eleccions legislatives moldaves de 1998

Resultats de les eleccions parlamentàries moldaves de 1998.

Les eleccions legislatives moldaves de 1998 se celebraren el 22 de març de 1998 per a renovar els 101 diputats del Parlament de Moldàvia. El partit més votat fou el Partit dels Comunistes de la República de Moldàvia, però l'oposició va obtenir més escons i formaren l'Aliança per a la Democràcia i les Reformes, proposant Ion Ciubuc com a primer ministre de Moldàvia.

## Resultats
Resultats de les eleccions al Parlament de la República de Moldàvia de 22 de març de 1998.
| Partits i coalicions | Partits i coalicions                                      | Vots      | %     | Escons |
| -------------------- | --------------------------------------------------------- | --------- | ----- | ------ |
|                      | Partit dels Comunistes de la República de Moldàvia (PCRM) | 487,002   | 30.01 | 40     |
|                      | Bloc Electoral Convenció Democràtica (BECD)               | 315,206   | 19.42 | 26     |
|                      | Per una Moldàvia Pròspera i Democràtica                   | 294,691   | 18.16 | 24     |
|                      | Partit de les Forces Democràtiques                        | 143,428   | 8.84  | 11     |
|                      | Partit Democràtic Agrari                                  | 58,874    | 3.63  | —      |
|                      | Bloc Electoral Aliança Cívica Furnica                     | 53,338    | 3.29  | —      |
|                      | Bloc Electoral Aliança de Forces Democràtiques            | 36,344    | 2.24  | —      |
|                      | Partit de la Justícia Socioeconòmica de Moldàvia (PDSEM)  | 31,663    | 1.95  | —      |
|                      | Partit Socialdemòcrata de Moldàvia (PSDM)                 | 30,169    | 1.86  | —      |
|                      | Bloc Electoral "Unitat Socialist"                         | 29,647    | 1.83  | —      |
|                      | Bloc Electoral Socialdemòcrata "Speranta"                 | 21,282    | 1.31  | —      |
|                      | Partit dels Socialistes                                   | 9,514     | 0.59  | —      |
|                      | Partit de la Reforma                                      | 8,844     | 0.54  | —      |
|                      | Unió Democristiana                                        | 8,342     | 0.51  | —      |
|                      | Partit Unit del Treball                                   | 3,124     | 0.19  | —      |
|                      | Anatol Plugaru                                            | 17,736    | 1.09  | —      |
|                      | Valeriu Renita                                            | 2,983     | 0.18  | —      |
|                      | Gheorghe Porcescu                                         | 2,892     | 0.18  | —      |
|                      | Pavel Creanga                                             | 2,573     | 0.16  | —      |
|                      | Altres independents                                       | 64,813    | 3.99  | —      |
|                      | Total                                                     | 1,622,987 | 100%  | 101    |
|                      | Vots no vàlids                                            |           |       |        |
|                      | Total (participació 69,12%)                               | 1.680.470 |       |        |
| Font: alegeri.md     |                                                           |           |       |        |

## Conseqüències
L'Aliança per a la Democràcia i les Reformes, el primer govern de coalició en la història de Moldàvia, encapçalat per Ion Ciubuc, es va formar com a resultat de negociacions complexes després de les eleccions, format per la Convenció Democràtica de Moldàvia (26 diputats), pel Moviment per una Moldàvia Pròspera i Democràtica (24 diputats), i el Partit de les Forces Democràtiques (11 diputats).